# Cônego

Modelo do brasão de armas de um Cónego Católico

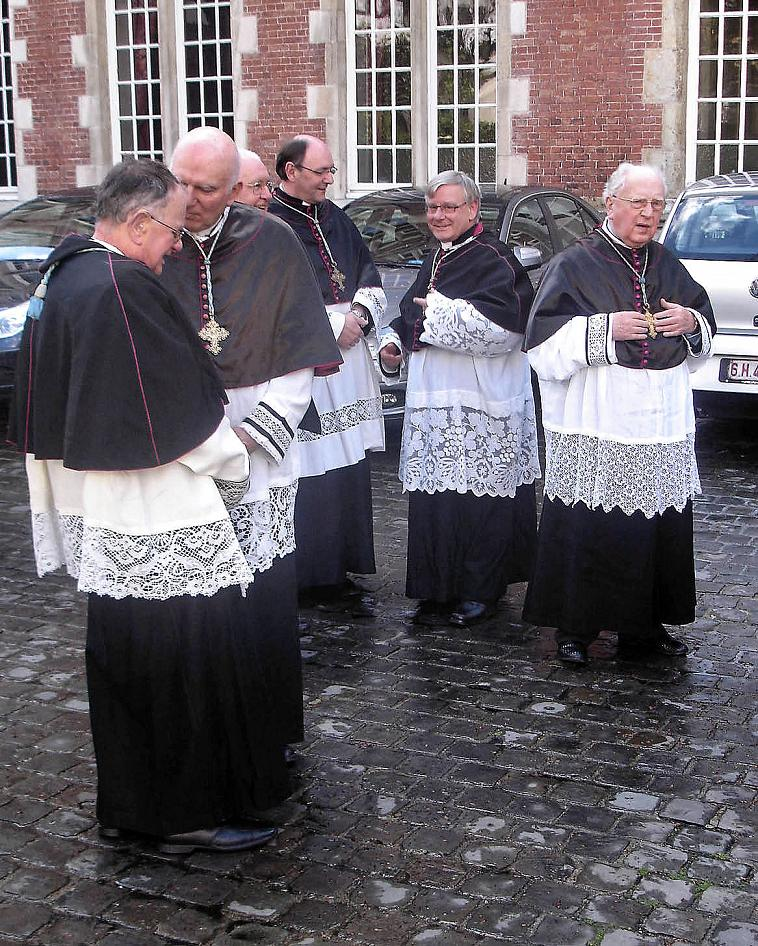
Cânones em Bruges, Bélgica.

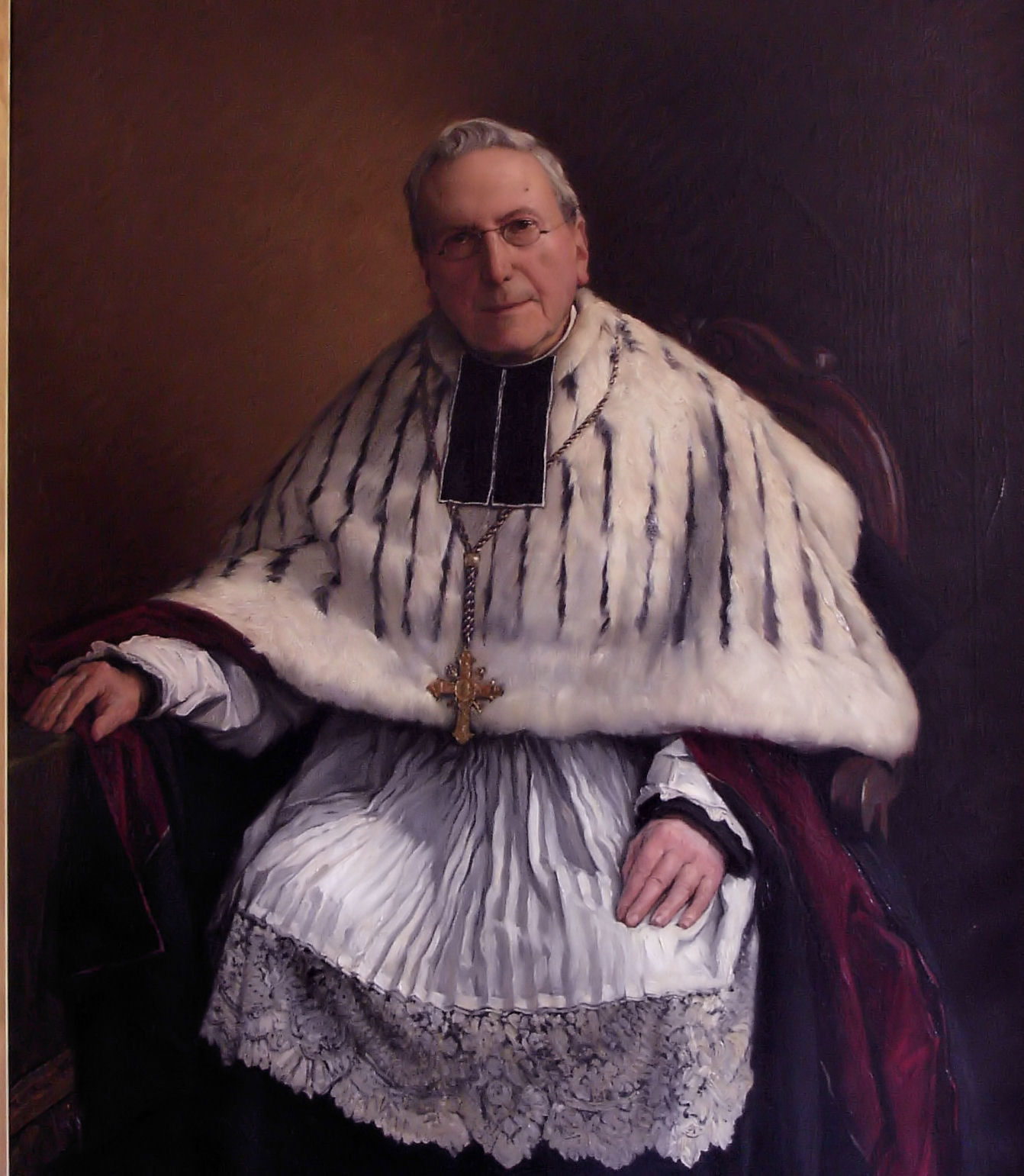
Cônego de catedral de São Bavão, em Gante - Sint-Niklaas, Flandres, Bélgica.

Cônego (português brasileiro) ou cónego (português europeu) (do latim canonĭcus pelo grego antigo κανονικός, de κανών, "regra") é o presbítero que vive sob uma regra que o obriga a realizar as funções litúrgicas mais solenes na igreja catedral ou colegiada. O conjunto dos cônegos forma o Cabido (do latim Capitulum) ou seja o colégio reunido sob uma mesma cabeça, um chefe ou superior. O Cabido, seja catedralício ou colegial, é obrigado a ter seus estatutos próprios estabelecidos por legítimo acto capitular e aprovados pelo bispo diocesano (can. 504).

## Dignidades e ofícios
Os cônegos, num cabido, normalmente, se dividem em duas classes: os que têm dignidades e ofícios e os que não têm. O número máximo de dignidades num cabido diocesano é cinco: deão, arcediago, arcipreste, chantre e mestre-escola, sendo acrescentado o tesoureiro-mor, no cabido metropolitano. Os ofícios são: teologal, penitenciário, secretário, apontador, prioste, fabriqueiro e hebdomadário.

## Funções dos cónegos
Historicamente, a função do cabido de cónegos é a de assegurar o serviço religioso da catedral, colegiada ou igreja a que pertence. Tal serviço inclui não somente a celebração da Missa, mas também e principalmente a Liturgia das Horas.
Durante muito tempo, o cabido catedralício exerceu as funções de colégio de consultores do bispo, tendo a função de o aconselhar sobre assuntos diversos da vida diocesana. Tal função, contudo, passou a ser atribuída pelo Código de Direito Canónico a um Colégio de consultores independente do cabido, formado a partir dos membros do Conselho presbiteral. Muitas dioceses, porém, foram autorizadas a manter o cabido com as antigas funções.
Em várias dioceses, sobretudo na Alemanha, o cabido catedralício tem também um importante papel na designação do bispo diocesano, o que é reconhecido pelo direito.
No Brasil, nas dioceses onde havia pró-cabidos (cabidos ainda não eretos juridicamente), estes foram extintos; sendo substituídos pelo chamado Conselho Presbiteral, composto de presbíteros eleitos por um período de 4 anos. Porém, onde os cabidos já estão eretos e instalados, a supressão é reservada à Santa Sé (Cânon 504), que sistematicamente a tem negado. Bispos como Dom Paulo Evaristo Arns, Dom Luciano Pedro Mendes de Almeida e Dom Ricardo Pedro Chaves Pinto Filho e Dom Alberto Taveira Corrêa promoveram a revitalização e a valorização de seus respectivos cabidos, em São Paulo, Mariana, Pouso Alegre e Belém, iniciando o reconhecimento do valor dos cabidos nas dioceses.

## História
A instituição canonical parece remontar a certos bispos do século V, que reuniram em torno de si sacerdotes que viviam comunitariamente.
Desde o século XII, distinguem-se os cônegos regulares dos seculares. Sendo os primeiros, os que vivem em comunidade, fazendo os três votos: de castidade, pobreza e obediência, como os Cónegos Regrantes de Santo Agostinho, os Premonstratenses, etc.
Os seculares são os que vivem no mundo, servindo numa igreja catedral ou numa igreja colegial. Mas tanto os regulares como os seculares são sacerdotes dedicados à celebração do Ofício Divino numa igreja determinada.